# مرعة
المُرَعَة (الاسم العلمي: Porzana) هو جنس من الطيور يتبع الفصيلة التفلقية التي تشمل التفالق والمرعات.
اسمها العلمي مشتق من مصطلحات مدينة البندقية للتفالق الصغيرة. المرعة الرقطاء (P. porzana) هي النوع النمطي للجنس.